# 涙 (石川智晶の曲)
「涙」（なみだ）は、石川智晶の2枚目（通算3枚目）のシングル。2007年3月21日にビクターエンタテインメントより発売された。

## 解説
前作「美しければそれでいい」から約11ヶ月振りとなる本作は、アニメイト限定シングルとして発売された。一般流通でないが、オリコンチャートへのランクインも記録した。なお、本作ではPVは制作されていない。石川のシングル曲においてPVが制作されないのは初となる。
タイトル曲「涙」は、GyaOにて配信されたオリジナルWebアニメ『幕末機関説 いろはにほへと』の挿入歌として、アニメ劇中にて使用された。これまで発表してきた楽曲とは異なり、ピアノの音色を前面に出したバラードナンバーとなっている。

## 収録曲
1. 涙
作詞・作曲：石川智晶 編曲：西田マサラ
  - GyaOオリジナルインターネットアニメ『幕末機関説 いろはにほへと』挿入歌
2. 僕の空に季節はずれの雪が降る
作詞・作曲：石川智晶 編曲：西田マサラ
3. 涙 (without vocal)
4. 僕の空に季節はずれの雪が降る (without vocal)